# Incheville
Incheville é uma comuna francesa na região administrativa da Normandia, no departamento de Sena Marítimo. Estende-se por uma área de 7,89 km². Em 2010 a comuna tinha 1 253 habitantes (densidade: 158,8 hab./km²).